# Palmarès du double filles des tournois du Grand Chelem
Liste des championnes de tennis ayant remporté un tournoi de double du Grand Chelem en catégorie juniors.

## Championnes par années
| Légende                                                      |
| ------------------------------------------------------------ |
| 3 victoires en Grand Chelem la même année pour la même paire |

| Année | Open d'Australie                        | Roland Garros                            | Wimbledon                                  | US Open                               |
| ----- | --------------------------------------- | ---------------------------------------- | ------------------------------------------ | ------------------------------------- |
| 1981  | Maree Booth Sharon Hodgkin (Déc)        | Sophie Amiach Corinne Vanier             | Pas de tournoi                             | Pas de tournoi                        |
| 1982  | Annette Gulley Kim Staunton (Déc)       | Beth Herr Janet Lagasse                  | Penny Barg Beth Herr                       | Penny Barg Beth Herr                  |
| 1983  | Bernadette Randall Kim Staunton (Déc)   | Carin Anderholm Helena Olsson            | Patty Fendick Patricia Hy                  | Ann Hulbert Bernadette Randall        |
| 1984  | Louise Field Larisa Savchenko (Déc)     | Digna Ketelaar Simone Schilder           | Caroline Kuhlman Stephanie Rehe            | Mercedes Paz Gabriela Sabatini        |
| 1985  | Jenny Byrne Janine Thompson (Déc)       | Mariana Pérez Patricia Tarabini          | Louise Field Janine Thompson               | Andrea Holikova Radomira Zrubáková    |
| 1986  | Pas de tournoi                          | Leila Meskhi Natalia Zvereva             | Michelle Jaggard Lisa O'Neill              | Jana Novotná Radomira Zrubáková       |
| 1987  | Ann Devries Nicole Provis               | Natalia Medvedeva Natalia Zvereva        | Natalia Medvedeva Natalia Zvereva          | Meredith McGrath Kimberly Po          |
| 1988  | Jo-Anne Faull Rachel McQuillan          | Alexia Dechaume Emmanuelle Derly         | Jo-Anne Faull Rachel McQuillan             | Meredith McGrath Kimberly Po          |
| 1989  | Andrea Strnadová Eva Sviglerova         | Nicole Pratt Wang Shi-ting               | Jennifer Capriati Meredith McGrath         | Jennifer Capriati Meredith McGrath    |
| 1990  | Rona Mayer Limor Zaltz                  | Ruxandra Dragomir Irina Spîrlea          | Karina Habšudová Andrea Strnadová          | Kristin Godridge Nicole Pratt         |
| 1991  | Karina Habšudová Barbara Rittner        | Eva Bes Inés Gorrochategui               | Catherine Barclay Limor Zaltz              | Kristin Godridge Kirrily Sharpe       |
| 1992  | Lindsay Davenport Nicole London         | Laurence Courtois Nancy Feber            | Marja Avotins Lisa McShea                  | Lindsay Davenport Nicole London       |
| 1993  | Joana Manta Ludmila Richterová          | Laurence Courtois Nancy Feber            | Laurence Courtois Nancy Feber              | Nicole London Julie Steven            |
| 1994  | Corina Morariu Ludmilla Varmuzova       | Martina Hingis Henrieta Nagyová          | Nannie De Villiers Elizabeth Jelfs         | Surina de Beer Chantal Reuter         |
| 1995  | Corina Morariu Ludmilla Varmuzova       | Corina Morariu Ludmilla Varmuzova        | Cara Black Aleksandra Olsza                | Corina Morariu Ludmilla Varmuzova     |
| 1996  | Michaela Paštiková Jitka Schönfeldová   | Alice Canepa Giulia Casoni               | Olga Barabanschikova Amélie Mauresmo       | Surina de Beer Jessica Steck          |
| 1997  | Mirjana Lučić Jasmin Wöhr               | Cara Black Irina Selyutina               | Cara Black Irina Selyutina                 | Marissa Irvin Alexandra Stevenson     |
| 1998  | Evie Dominiković Alicia Molik           | Kim Clijsters Jelena Dokić               | Eva Dyrberg Jelena Kostanić                | Kim Clijsters Eva Dyrberg             |
| 1999  | Eleni Daniilidou Virginie Razzano       | Flavia Pennetta Roberta Vinci            | Daniela Bedáňová María Salerni             | Daniela Bedáňová Iroda Tulyaganova    |
| 2000  | Anikó Kapros Christina Wheeler          | María Martínez Anabel Medina Garrigues   | Ioana Gaspar Tatiana Perebiynis            | Gisela Dulko María Salerni            |
| 2001  | Petra Cetkovská Barbora Strýcová        | Petra Cetkovská Renata Voráčová          | Gisela Dulko Ashley Harkleroad             | Galina Fokina Svetlana Kuznetsova     |
| 2002  | Gisela Dulko Angelique Widjaja          | Anna-Lena Grönefeld Barbora Strýcová     | Elke Clijsters Barbora Strýcová            | Elke Clijsters Kirsten Flipkens       |
| 2003  | Casey Dellacqua Adriana Szili           | Adriana González Peñas Marta Fraga Pérez | Alisa Kleybanova Sania Mirza               | Annulé pour raisons météorologiques   |
| 2004  | Chan Yung-jan Sun Shengnan              | Kateřina Böhmová Michaëlla Krajicek      | Victoria Azarenka Olga Govortsova          | Marina Eraković Michaëlla Krajicek    |
| 2005  | Victoria Azarenka Marina Eraković       | Victoria Azarenka Ágnes Szávay           | Victoria Azarenka Ágnes Szávay             | Nikola Fraňková Alisa Kleybanova      |
| 2006  | Sharon Fichman Anastasia Pavlyuchenkova | Sharon Fichman Anastasia Pavlyuchenkova  | Alisa Kleybanova Anastasia Pavlyuchenkova  | Ioana Raluca Olaru Mihaela Buzărnescu |
| 2007  | Evgeniya Rodina Arina Rodionova         | Ksenia Milevskaya Urszula Radwańska      | Anastasia Pavlyuchenkova Urszula Radwańska | Ksenia Milevskaya Urszula Radwańska   |
| 2008  | Ksenia Lykina Anastasia Pavlyuchenkova  | Polona Hercog Jessica Moore              | Polona Hercog Jessica Moore                | Noppawan Lertcheewakarn Sandra Roma   |
| 2009  | Christina McHale Ajla Tomljanović       | Elena Bogdan Noppawan Lertcheewakarn     | Noppawan Lertcheewakarn Sally Peers        | Valeria Solovieva Maryna Zanevska     |
| 2010  | Jana Čepelová Chantal Škamlová          | Tímea Babos Sloane Stephens              | Tímea Babos Sloane Stephens                | Tímea Babos Sloane Stephens           |
| 2011  | An-Sophie Mestach Demi Schuurs          | Irina Khromacheva Maryna Zanevska        | Eugenie Bouchard Grace Min                 | Irina Khromacheva Demi Schuurs        |
| 2012  | Gabrielle Andrews Taylor Townsend       | Daria Gavrilova Irina Khromacheva        | Eugenie Bouchard Taylor Townsend           | Gabrielle Andrews Taylor Townsend     |
| 2013  | Ana Konjuh Carol Zhao                   | Barbora Krejčíková Kateřina Siniaková    | Barbora Krejčíková Kateřina Siniaková      | Barbora Krejčíková Kateřina Siniaková |
| 2014  | Anhelina Kalinina Elizaveta Kulichkova  | Ioana Ducu Ioana Loredana Roșca          | Tami Grende Ye Qiuyu                       | İpek Soylu Jil Teichmann              |
| 2015  | Miriam Kolodziejová Markéta Vondroušová | Miriam Kolodziejová Markéta Vondroušová  | Dalma Gálfi Fanny Stollár                  | Viktória Kužmová Aleksandra Pospelova |
| 2016  | Anna Kalinskaya Tereza Mihalíková       | Paula Arias Manjón Olga Danilović        | Usue Maitane Arconada Claire Liu           | Jada Hart Ena Shibahara               |
| 2017  | Bianca Andreescu Carson Branstine       | Bianca Andreescu Carson Branstine        | Olga Danilović Kaja Juvan                  | Olga Danilović Marta Kostyuk          |
| 2018  | Liang En-shuo Wang Xinyu                | Caty McNally Iga Świątek                 | Wang Xinyu Wang Xiyu                       | Cori Gauff Catherine McNally          |
| 2019  | Natsumi Kawaguchi Adrienn Nagy          | Chloe Beck Emma Navarro                  | Savannah Broadus Abigail Forbes            | Kamilla Bartone Oksana Selekhmeteva   |
| 2020  | Alexandra Eala Priska Madelyn Nugroho   | Eleonora Alvisi Lisa Pigato              | Non joué                                   | Non joué                              |
| 2021  | Non joué                                | Alexandra Eala Oksana Selekhmeteva       | Kristina Dmitruk Diana Shnaider            | Ashlyn Krueger Robin Montgomery       |
| 2022  | Clervie Ngounoue Diana Shnaider         | Sára Bejlek Lucie Havlíčková             | Rose Marie Nijkamp Angella Okutoyi         | Lucie Havlíčková Diana Shnaider       |
| 2023  | Renáta Jamrichová Federica Urgesi       | Tyra Caterina Grant Clervie Ngounoue     | Alena Kovačková Laura Samsonová            | Mara Gae Anastasiia Gureva            |
| 2024  | Tyra Caterina Grant Iva Jovic           | Renáta Jamrichová Tereza Valentová       | Tyra Caterina Grant Iva Jovic              | Malak El Allami Emily Sartz-Lunde     |
| 2025  | Annika Penickova Kristina Penickova     | Eva Bennemann Sonja Zhenikhova           | Kristina Penickova Vendula Valdmannová     |                                       |